# Commissaire européen à l'Environnement
Ne doit pas être confondu avec Commission de l'environnement, de la santé publique et de la sécurité alimentaire.

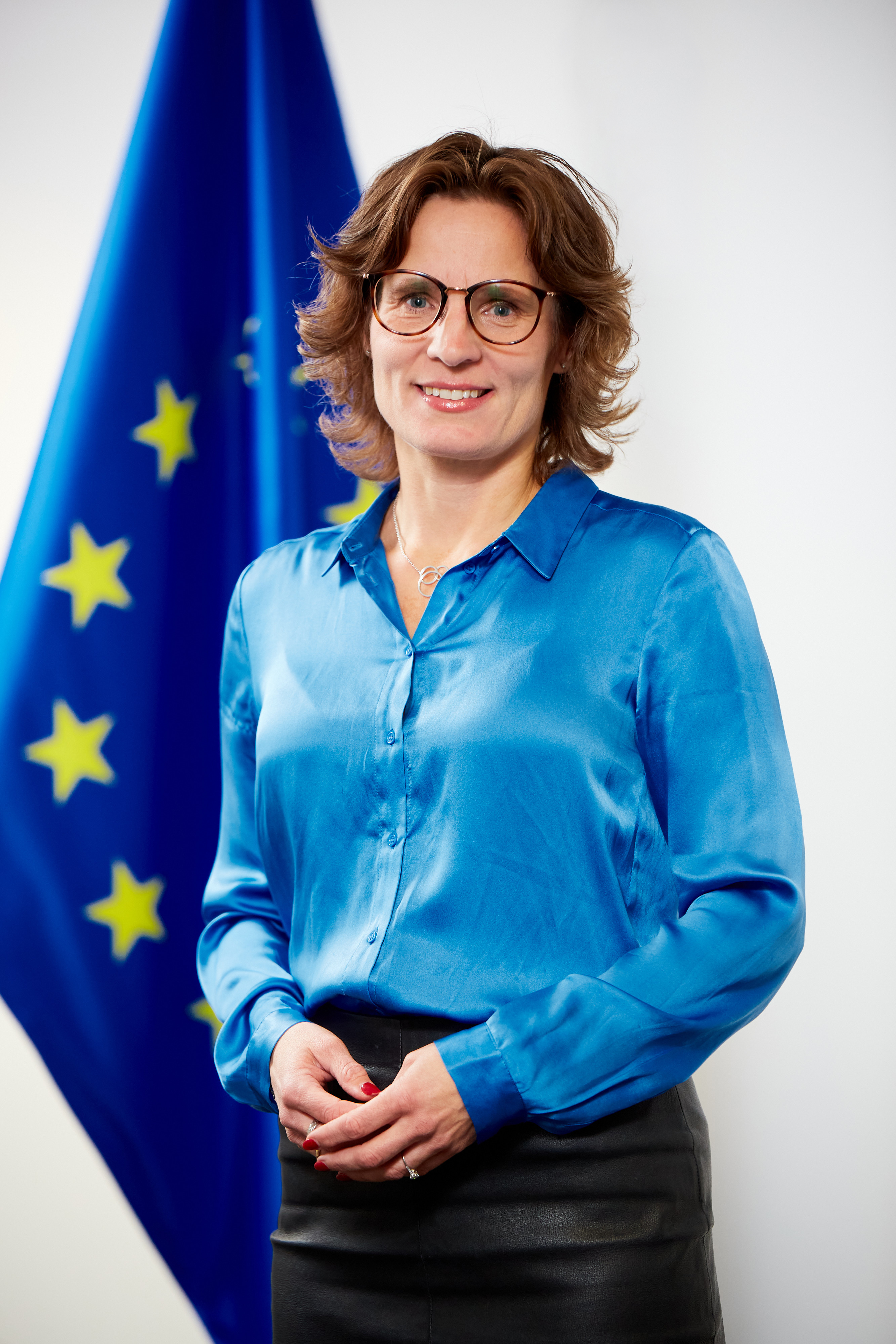
Jessika Roswall, actuelle commissaire.

Le commissaire européen à l'Environnement est un membre de la commission européenne. La titulaire actuelle du poste est Jessika Roswall (également commissaire à l'Eau et à l'Économie circulaire compétitive).
Outre les questions de réchauffement climatique, sous la responsabilité du commissaire européen à l'action pour le climat depuis 2010, les responsabilités du commissaire comprennent le réseau Natura 2000 et le respect du règlement Enregistrement, évaluation et autorisation des produits chimiques (REACh) et de la directive-cadre sur l’eau.

## Liste des commissaires
|   | Nom                    | Pays     | Période     | Commission                  |
| - | ---------------------- | -------- | ----------- | --------------------------- |
| 1 | Ioánnis Paleokrassás   | Grèce    | 1993–1995   | Commission Delors III       |
| 2 | Ritt Bjerregaard       | Danemark | 1995–1999   | Commission Santer           |
| 3 | Margot Wallström       | Suède    | 1999–2004   | Commission Prodi            |
| 4 | Stavros Dimas          | Grèce    | 2004–2010   | Commission Barroso I        |
| 5 | Janez Potočnik         | Slovénie | 2010-2014   | Commission Barroso II       |
| 6 | Karmenu Vella          | Malte    | 2014-2019   | Commission Juncker          |
| 7 | Virginijus Sinkevičius | Lituanie | 2019-2024   | Commission von der Leyen I  |
| 8 | Jessika Roswall        | Suède    | Depuis 2024 | Commission von der Leyen II |

## Compléments